# مهاجمان فضایی
«مهاجمان فضایی» (انگلیسی: Space Invaders) یک بازی ویدئویی در سبک شوتم آپ است که در سال ۱۹۷۸ برای پلت‌فرم‌های نینتندو ۶۴، گیم بوی ادونس، آتاری ۲۶۰۰، آتاری ۵۲۰۰، اسپکتروم، مایکروسافت ویندوز، داس، سیستم سرگرمی نینتندو، سوپر نینتندو، ام‌اس‌ایکس، پلی‌استیشن، کمودور ۶۴، پلی‌استیشن همراه، گیم بوی، گیم بوی کالر، SG-1000 و آی‌اواس منتشر شده‌است.